# سوزی گرت
سوزی گرت (انگلیسی: Susie Garrett؛ ۲۹ دسامبر ۱۹۲۹ – ۲۴ مهٔ ۲۰۰۲) یک هنرپیشه اهل ایالات متحده آمریکا بود.